# 오기 고타
오기 고타(일본어: 荻 晃太, 1983년 5월 5일 ~ )는 일본의 전 축구 선수이다.

## 구단 경력
그는 2002년부터 2019년까지 J리그의 비셀 고베, 오미야 아르디자, FC 도쿄, 방포레 고후, 나고야 그램퍼스에서 활동하였다.